# Place Monthyon
La place Monthyon se situe dans 6e arrondissement de Marseille.

## Situation et accès
La place est située au carrefour du cours Pierre-Puget et de la rue Breteuil. 

## Origine du nom
Elle porte le nom du philanthrope et économiste français Jean-Baptiste de Montyon (1733-1820).

## Historique
Cet emplacement était appelé au XVIIIe siècle le « champ du Major » car les troupes de l’arsenal des galères, sous le commandement de leur major, venaient y faire des exercices.
En 1724 le gouvernement royal cède le champ du major à la ville de Marseille qui lotit une partie des terrains. Le 12 juin 1755 la ville décide de créer sur les terrains qui lui restent, une place publique avec en son milieu une fontaine. Faute de financement les travaux sont différés mais les propriétaires riverains décident en 1773 de prendre à leur charge les frais de réalisation de cette place. La ville accepte cette offre avec le consentement de l’intendant de Provence, Jean-Baptiste Antoine Auget, baron de Montyon qui participe sur ses propres deniers à cette réalisation. C’est la raison pur laquelle cette place prend le nom de son bienfaiteur.
Sur cette place est édifié le palais de justice en remplacement de l’ancien palais dénommé pavillon Daviel.
Au centre de cette place se trouvait la statue en bronze de l'avocat Pierre-Antoine Berryer dressée en 1875 et œuvre de Jean-Auguste Barre. Elle est enlevée en 1943 et fondue, dans le cadre de la mobilisation des métaux non ferreux. elle est remplacée en 1948 par une statue en pierre, réalisée par Élie-Jean Vézien.
En 1976 un parking souterrain de 500 places est réalisé ainsi qu’un vaste bassin.